# Толмачёво (Томская область)
Толмачёво Толмачево — село в Парабельском районе Томской области России. Входит в состав Парабельского сельского поселения. Население 226 чел. (2021) .

## География
Находится в центральной части региона, у озера и р. Вяловка (приток Парабели), в 300—400 метрах от окраин деревень Заозеро и Вялово. Фактически Толмачёво, вместе с соседними деревнями, слилось с райцентром — селом Парабель (как и близнаходящиеся  Костарево и Бугры).
Уличная сеть
состоит из 11 географических объектов:
- Переулки: Весенний пер., Заозерный пер., Ямской пер.
- Улицы: ул. Луговая, ул. Молодёжная, ул. Озерная, ул. Полевая, ул. Раздольная, ул. Светлая, ул. Сенная, ул. Солнечная

Климат
Находится на территории, приравненной к районам Крайнего Севера.

## История
В соответствии с Законом Томской области от 15 октября 2004 года № 225-ОЗ село вошло в состав образованного муниципального образования Парабельское сельское поселение.

## Население
| 2002 | 2010 | 2012 | 2013 | 2014 | 2015 | 2021 |
| ---- | ---- | ---- | ---- | ---- | ---- | ---- |
| 261  | →261 | ↘256 | ↘255 | ↗260 | ↗265 | ↘226 |

Национальный состав
Согласно результатам переписи 2002 года, в национальной структуре населения русские составляли 93 % от общей численности населения в 261 чел..

## Инфраструктура
Толмачевская начальная школа.
Газопровод «Парабель — село Толмачево» (7223 м подземных трубопроводов), введен в эксплуатацию в 2011 году.

## Транспорт
Связь с населённым пунктом осуществляется по асфальтированной дороге Парабель — Новиково, имеющая именование в селе улица Полевая.